# Crescentino
Crescentino är en ort och kommun i provinsen Vercelli i regionen Piemonte, Italien. Kommunen hade 7 786 invånare (2018).